# Font de la plaça de Molina
La font de la plaça de Molina es troba a la placa del mateix nom de Barcelona, i està catalogada com a bé d'interès documental (categoria D).

## Història i descripció
Està formada per un monòlit de pedra amb dues piques altes per a les persones i dues baixes per als animals. Les quatre cares de la part alta del monòlit estan ornamentades amb arcuacions que contenen els escuts d'Espanya, Catalunya, Barcelona i Sant Gervasi de Cassoles (municipi agregat a Barcelona el 1897).
Malauradament, s'han perdut les actes de l'Ajuntament corresponents al 1874, any en què presumptament es va construir la font, segons es desprèn de la inscripció (avui perduda): Homenaje al pueblo. Varios vecinos. 1874, que encara es conservava als anys 1970. Tanmateix, aquesta xoca amb la que, sense data, presideix encara la part alta de la font: Gratitud al ayuntamiento, i amb el fet que a l'escut de Sant Gervasi hi apareixen les palmes del martiri dels sants Gervasi i Protasi i quatre cassoles, que segons Carreras i Candi es va deixar d'utilitzar el 1854, quan fou substituït per unes «cases soles» (una altra de les possibles interpretacions del topònim).
La font ha arribat als nostres dies en mal estat, amb blocs de pedra esquerdats i algun element escultòric malmès, com la corona reial sobre l'escut de Catalunya. Durant la darrera rehabilitació de la plaça (1998-1999), realitzada per l'arquitecte Jordi Garcés, se'n va substituir la base original per una nova plataforma rectangular. Aquest canvi, a part de ser poc respectuós amb el monument, va originar que la nova graderia es convertís en un lloc adient per a la pràctica del monopatí, i en ser de pedra tova, els graons van començar a desfigurar-se ràpidament pels cops i el constant lliscar de les taules de patinatge, motiu pel qual l'Ajuntament de Barcelona va instal·lar 14 fites de ferro i cadenes al seu voltant.